# مستوقع

1. Fab region
2. Fc region
3. Heavy chain
4. سلسلة خفيفة with one variable (V_{L}) and one constant (C_{L}) domain
5. جسم مضاد with paratope
6. Hinge regions

المُسْتَوقِع أو الموضع الضدي أو جنيب الذرى المستضدية (بالإنجليزية: Paratope)‏ هي المواقع السطحيّة المحليّة على الأجسام المضادة التي ترتبط بحواتم المستضد. هم مشكّلون من أجزاء المناطق المتغيّرة لجزء Fab من الخلايا المناعية. أي أنها موقع ارتباط المستضد على الضد. وهي منطقة صغيرة (من 15-22 الأحماض الأمينية) من المنطقة اناث الأضداد وتحتوي على أجزاء من السلاسل الثقيلة والخفيفة للأجسام المضادة.